# Pavona maldivensis
Pavona maldivensis är en korallart som först beskrevs av Gardiner 1905.  Pavona maldivensis ingår i släktet Pavona och familjen Agariciidae. IUCN kategoriserar arten globalt som livskraftig. Inga underarter finns listade i Catalogue of Life.